# Биробиджанский район
Биробиджа́нский райо́н — административно-территориальная единица (район) и муниципальное образование (муниципальный район) в центральной части Еврейской автономной области России.
Административный центр — город Биробиджан, не входящий в состав района (самостоятельное муниципальное образование «Город Биробиджан» со статусом городского округа).

## География
Район граничит со Смидовичским, Ленинским, Облученским районами ЕАО, а также с Хабаровским краем и Китаем. Площадь территории — 4500 км².
Природа
Район окружён предгорьями Малого Хингана, вершинами Поктой, Щука, Большой Ушумун, Чуркинским хребтом. Расположен в бассейне нижнего течения реки Биры, по территории района также протекают её притоки: Малая Бира, Большой и Малый Ушумун, Поперечная, Бирушка и др.
Месторождения горючих полезных ископаемых (Ушумунское месторождение бурого угля и двенадцать месторождений торфа) и строительных материалов.

## История
Впервые образован 7 мая 1934 года, район вошёл в состав Еврейской автономной области после преобразования Биро-Биджанского района Дальневосточного края. В 1936 году район был упразднён, а вся территория перешла в подчинение городу Биробиджану.
20 июля 1934 года ВЦИК постановил «образовать в составе автономной Еврейской национальной области: 1) Биробиджанский район с центром в рабочем поселке Биробиджан».
2 июля 1942 года район вновь выделен в самостоятельную территориальную единицу.

## Символика муниципального образования

### Герб
На испанском щите, в поле геральдического зелёного цвета свободы, надежды, здоровья в середине щита изображен полный диск солнца. Такое расположение солнца называется «Полуденным» и означает совершенство, расцвет. Однако, солнце изображено без такого непременного признака, как лучи, в геральдике оно называется «Солнце в затмении». На солнечном диске изображен значок бурого угля, который дает огонь — символ тепла, жизни, света, деятельности, энергии. В данном случае «Солнце» — одно из проявлений света — Огонь. Золотой цвет указывает на величие, уважение, богатство. Уголь изображен чёрным — цвет постоянства, скромности. Солнце и уголь сопровождаются двумя золотыми колосьями — олицетворение сельского хозяйства. В геральдике реки, водоемы обыкновенно занимают четвертую (пояс) нижнюю часть щита, но в нашем случае, учитывая обилие рек, водоемов, в которых сохранилось древнее, южное, реликтовое растение — Лотос — символ жизни и счастья, мы отвели лотосу и водоемам верхнее (почетное место — грудь). Серебряный цвет — чистота, невинность, мудрость, радость. Синий — цвет славы, чести, верности и искренности.

## Население
| 1935    | 1959    | 1970    | 1979    | 1989    | 1992    | 1998    |
| ------- | ------- | ------- | ------- | ------- | ------- | ------- |
| 9533    | ↘8673   | ↗9666   | ↗12 594 | ↗15 437 | ↗16 100 | ↘12 800 |
| 2002    | 2009    | 2010    | 2011    | 2012    | 2013    | 2014    |
| ↗13 018 | ↗13 666 | ↘11 907 | ↘11 876 | ↘11 861 | ↗12 069 | ↗12 078 |
| 2015    | 2016    | 2017    | 2018    | 2019    | 2020    | 2021    |
| ↘11 853 | ↘11 590 | ↘11 380 | ↘11 224 | ↘11 131 | ↘10 964 | ↘10 310 |
| 2023    |         |         |         |         |         |         |
| ↘10 103 |         |         |         |         |         |         |

## Устройство на 1 января 1949 года
Сельские Советы и населенные пункты:
| №№        | Наименование Совета и населенного пункта, входившего в его состав | Количество хозяйств | Численность населения (чел.) |
| --------- | ----------------------------------------------------------------- | ------------------- | ---------------------------- |
| 1e-06     | Бирофельдский сельский Совет                                      |                     |                              |
| 1         | с. Бирофельд                                                      | 107                 | 424                          |
| 2         | с. Алексеевка                                                     | 80                  | 304                          |
| 3         | 57-й км Бирофельдского шоссе                                      | 7                   | 26                           |
| 4         | пасека колхоза имени Кагановича                                   | 1                   | 4                            |
| 5         | пасека колхоза имени Кирова                                       | 1                   | 4                            |
| 6         | пасека колхоза имени Кирова                                       | 1                   | 5                            |
| 7         | пасека колхоза имени Кирова                                       | 2                   | 7                            |
| 8         | пасека колхоза имени Кирова                                       | 2                   | 8                            |
| 9         | пасека колхоза имени Кагановича                                   | 1                   | 3                            |
| 10        | 21-й км Бирофельдского шоссе                                      | 6                   | 22                           |
| 11        | 23-й км Бирофельдского шоссе                                      | 4                   | 14                           |
| 12        | 25-й км Бирофельдского шоссе                                      | 1                   | 4                            |
| 13        | 30-й км Бирофельдского шоссе                                      | 3                   | 10                           |
| 14        | 32-й км Бирофельдского шоссе                                      | 3                   | 11                           |
| 15        | 34-й км Бирофельдского шоссе                                      | 1                   | 4                            |
| 16        | 46-й км Бирофельдского шоссе                                      | -                   | -                            |
| 17        | 21-й км железнодорожной ветки                                     | 2                   | 6                            |
| 18        | 23-й км железнодорожной ветки                                     | 6                   | 21                           |
| 19        | 24-й км железнодорожной ветки                                     | 1                   | 4                            |
| 20        | 31-й км железнодорожной ветки                                     | 6                   | 24                           |
| 21        | 33-й км железнодорожной ветки                                     | 2                   | 7                            |
| 22        | 37-й км железнодорожной ветки                                     | 2                   | 8                            |
| 22.000002 | Бирушкинский сельский Совет                                       |                     |                              |
| 23        | с. Бирушка                                                        | 14                  | 76                           |
| 24        | колхоз имени Молотова                                             | 28                  | 118                          |
| 25        | колхоз имени Димитрова                                            | 33                  | 121                          |
| 26        | сельскохозяйственная опытная станция                              | 53                  | 232                          |
| 27        | животноводческая база                                             | 14                  | 63                           |
| 28        | Бобрихинский совхоз                                               | 23                  | 90                           |
| 29        | 2-е отделение Бобрихинского совхоза                               | 10                  | 46                           |
| 30        | разъезд Красивое                                                  | 6                   | 28                           |
| 31        | новостройка совхоза (без названия)                                | 32                  | 134                          |
| 32        | казарма 42                                                        | 2                   | 8                            |
| 33        | казарма 47                                                        | 7                   | 28                           |
| 34        | казарма 53                                                        | 4                   | 19                           |
| 35        | казарма 59                                                        | 4                   | 12                           |
| 36        | казарма 65                                                        | 4                   | 13                           |
| 37        | плодово-ягодный питомник                                          | 10                  | 36                           |
| 38        | ст. Бирофельд                                                     | 21                  | 84                           |
| 39        | Ушумунская шахта                                                  | 33                  | 132                          |
| 40        | склады Бобрихинского совхоза                                      | 3                   | 13                           |
| 40.000003 | Валдгеймский сельский Совет                                       |                     |                              |
| 41        | с. Валдгейм                                                       | 161                 | 827                          |
| 42        | п. Птичник                                                        | 208                 | 729                          |
| 43        | радиоточка                                                        | 12                  | 36                           |
| 44        | пасека колхоза (без названия)                                     | 1                   | 1                            |
| 45        | Аэропорт                                                          | 31                  | 105                          |
| 45.000004 | Головинский сельский Совет                                        |                     |                              |
| 46        | с. Головино                                                       | 48                  | 245                          |
| 47        | бывший рыбозавод                                                  | 3                   | 7                            |
| 47.000005 | Казанский сельский Совет                                          |                     |                              |
| 48        | с. Казанка                                                        | 30                  | 89                           |
| 49        | с. Найфельд                                                       | 32                  | 127                          |
| 50        | паром через реку Бира                                             | 1                   | 4                            |
| 51        | пасека колхоза «Бирский рыбак»                                    | 1                   | 2                            |
| 52        | пасека колхоза «Эмес»                                             | 1                   | 2                            |
| 53        | землянка                                                          | 1                   | 2                            |
| 53.000006 | Надеждинский сельский Совет                                       |                     |                              |
| 54        | с. Надеждинское                                                   | 58                  | 286                          |
| 55        | с. Русская Поляна                                                 | 31                  | 127                          |
| 56        | пасека колхоза «Культура и труд»                                  | 1                   | 1                            |
| 56.000007 | Пронькинский сельский Совет                                       |                     |                              |
| 57        | с. Желтый Яр                                                      | 84                  | 338                          |
| 58        | с. Пронькино                                                      | 50                  | 199                          |
| 59        | с. Красный Восток                                                 | 34                  | 150                          |
| 60        | хутор Некипелово                                                  | 1                   | 6                            |
| 61        | пасека колхоза (без названия)                                     | 1                   | 1                            |
| 61.000008 | Раздольненский сельский Совет                                     |                     |                              |
| 62        | с. Раздольное                                                     | 87                  | 423                          |
| 63        | разъезд Кирга                                                     | 84                  | 354                          |
| 64        | пасека ОРСа                                                       | 3                   | 11                           |
| 65        | п. Трек                                                           | 16                  | 62                           |
| 66        | казарма 1036                                                      | 4                   | 16                           |
| 67        | лесоучасток артели «2-я пятилетка»                                | 6                   | 24                           |
| 68        | казарма 1052                                                      | 5                   | 28                           |
| 69        | казарма 1028                                                      | 6                   | 31                           |

## Территориально-муниципальное устройство
В Биробиджанском районе 20 населённых пунктов в составе 6 сельских поселений:
| № | Сельские поселения               | Административный центр | Количество населённых пунктов | Население | Площадь, км2 |
| - | -------------------------------- | ---------------------- | ----------------------------- | --------- | ------------ |
| 1 | Бирофельдское сельское поселение | село Бирофельд         | 5                             | 1021      | 2208,76      |
| 2 | Валдгеймское сельское поселение  | село Валдгейм          | 5                             | 2466      | 388,32       |
| 3 | Дубовское сельское поселение     | село Дубовое           | 2                             | 1216      | 190,42       |
| 4 | Надеждинское сельское поселение  | село Надеждинское      | 2                             | 525       | 750,06       |
| 5 | Найфельдское сельское поселение  | село Найфельд          | 3                             | 1212      | 400,50       |
| 6 | Птичнинское сельское поселение   | село Птичник           | 3                             | 3663      | 504,51       |

Населённые пункты
В сносках к названию населённого пункта указана муниципальная принадлежность

| Птичник      | ↘3055 |
| Валдгейм     | ↘1912 |
| Найфельд     | ↘1118 |
| Дубовое      | ↘1043 |
| Бирофельд    | ↘1005 |
| Жёлтый Яр    | ↘511  |
| Надеждинское | ↘486  |

| Пронькино  | ↘481 |
| Раздольное | ↗327 |
| Кирга      | ↘297 |
| Головино   | ↘279 |
| Алексеевка | ↘270 |
| Красивое   | ↘256 |
| Казанка    | ↘220 |

| Опытное Поле   | ↘173 |
| Петровка       | ↘106 |
| Русская Поляна | ↘98  |
| Аэропорт       | ↗62  |
| Красный Восток | ↘53  |
| Димитрово      | ↘16  |

## Местное самоуправление
Представительным органом местного самоуправления района является районное собрание. Оно состоит из 19 человек. 9 сентября 2018 года состоялись выборы депутатов в Собрание депутатов пятого созыва Биробиджанского муниципального района. В состав Собрания избраны 20 депутатов. 4 октября 2018 года состоялось заседание Собрания депутатов пятого созыва, на котором из числа депутатов избран председатель Собрания депутатов Ветлицын Александр Владимирович, заместитель председателя - Доманов Виктор Викторович.. Работают три постоянные комиссии: по бюджету, экономике и налогам; по аграрным вопросам, развитию предпринимательства и жилищно-коммунального хозяйства; по социальным вопросам, правотворчеству и охране общественного порядка.
Глава муниципального образования «Биробиджанский район» — С.В. Солтус, на этой должности с января 2019 года.

## Экономика
Главное место в структуре экономики занимает сельское хозяйство. Выращивают зерновые, сою, картофель, овощи. Животноводство представлено свиноводством (крупнейшая свиноферма в ЕАО), скотоводством и пчеловодством. Промышленность представляет ООО «Карьер Ушумунский», который занимался разработкой месторождения бурого угля (открытым способом), в данное время предприятие ликвидировано. Развита сфера услуг.

## Транспорт
По территории района проходит Транссибирская магистраль и примыкающая к ней железнодорожная ветка до станции Ленинск в селе Нижнеленинское на границе с Китаем.
По территории Биробиджанского района проходят дороги регионального значения Р455 и Р456.
Все населённые пункты района связаны между собой и с Биробиджаном автомобильными дорогами.